# Kotisaari (ö i Norra Österbotten, Koillismaa, lat 65,98, long 29,16)
Kotisaari är en ö i Finland. Den ligger i sjön Nilojärvi och i kommunen Kuusamo i den ekonomiska regionen  Koillismaa ekonomiska region  och landskapet Norra Österbotten, i den nordöstra delen av landet, 700 km norr om huvudstaden Helsingfors. Öns area är 0,9 hektar och dess största längd är 180 meter i sydöst-nordvästlig riktning.